# There Goes My Baby
«There Goes My Baby» — песня, записанная американской группой The Drifters в 1959 году.

## О песне
Авторами песни стали Бенджамин Нельсон, Лавер Паттерсон и Джордж Тридвелл, а спродюсировали её Джерри Либер и Майк Столлер. Это был первый сингл обновлённой группы (ранее носившей название The 5 Crowns), сменившей название в 1958 году после того, как менеджер Джордж Тредвелл уволил оставшихся членов оригинального состава. Этот релиз стал дебютной записью Кинга в качестве солиста группы.
Лейбер и Столлер использовали радикально иной подход к записи, нежели Ахмет Эртегюн и Джерри Векслер с оригинальными The Drifters под руководством Клайда Макфаттера. Песня добилась успеха в чарте Billboard Hot 100, добравшись до второго места, а также в Billboard Hot R&B Sides, где она пробыла на вершине две недели.
В 2010 году песня заняла 196-е место в списке 500 величайших песен всех времён по версии журнала Rolling Stone.

## Чарты
| Чарт (1959)                   | Пиковая позиция |
| ----------------------------- | --------------- |
| США (Billboard Hot 100)       | 2               |
| США (Billboard Hot R&B Sides) | 1               |

## Версия Донны Саммер
Версия Донны Саммер «There Goes My Baby» была выпущена в качестве лид-сингла с её двенадцатого студийного альбома Cats Without Claws 5 июля 1984 года.
Специально для песни был снято музыкальное видео, действие которого разворачивается во время Второй мировой войны, в клипе снялся муж Донны Брюс Судано. Клип был взят в активную ротацию телеканала MTV. Он также получил две номинации на премии MTV Video Music Awards.

### Список композиций
7"
A1 «There Goes My Baby» — 4:05
B1 «Maybe It’s Over» — 4:40
12"
A1 «There Goes My Baby» — 4:05
B1 «Maybe It’s Over» — 4:40
B2 «Face the Music» — 4:14

### Чарты
| Чарт (1984)                           | Пиковая позиция |
| ------------------------------------- | --------------- |
| Австралия (Kent Music Report)         | 52              |
| Великобритания (OCC UK Singles)       | 99              |
| Испания (Los 40 Principales)          | 15              |
| Италия (Musica e dischi)              | 39              |
| Канада (RPM Adult Contemporary)       | 23              |
| Канада (RPM Top Singles)              | 31              |
| Нидерланды (Dutch Top 40)             | 31              |
| Нидерланды (Single Top 100)           | 31              |
| США (Billboard Adult Contemporary)    | 17              |
| США (Billboard Hot 100)               | 21              |
| США (Billboard Hot R&B/Hip-Hop Songs) | 20              |